# Юридичний факультет Тиранського університету
Юридичний факультет Тиранського університету є одним із шести факультетів Тиранського університету. Будучи провідною юридичною школою в країні та одним із найстаріших вищих навчальних закладів у країні, вона надає як ступінь бакалавра, так і аспірантуру в галузі права.

## Історія

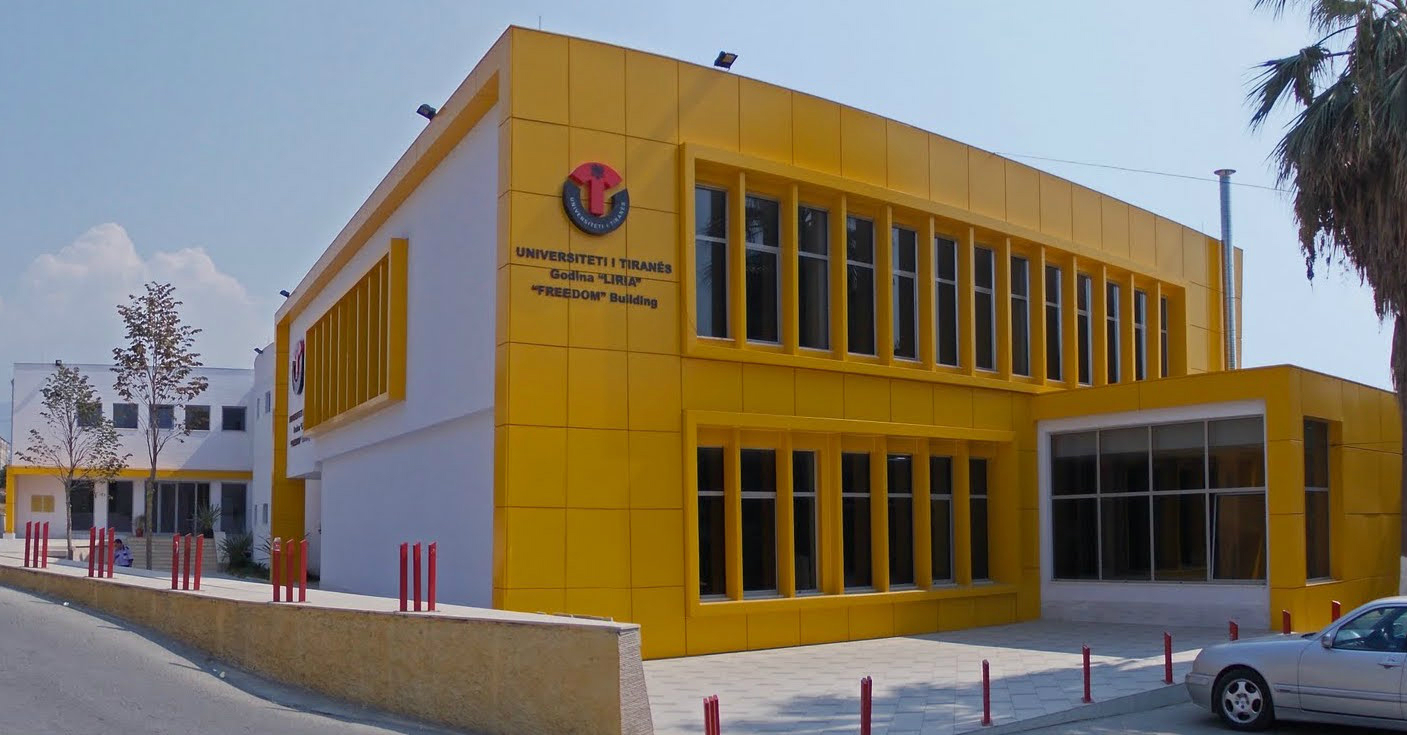
Фасад юридичного факультету Тиранського університету

Юридичний факультет був створений в 1954 році як «Вищий інститут юридичних досліджень».  Після створення Державного університету Тирани Вищий інститут юридичних досліджень був включений до ширшої університетської структури як один із семи факультетів та перейменований на « Юридичний факультет» . У 1965 році університет був знову реорганізований, а юридичний факультет об'єднано з кафедрою політичних наук, щоб сформувати більший «Факультет політичних наук і права». Новий факультет прагнув підготувати фахівців з політології, які мали виконувати функції державних службовців у центральних та місцевих органах державної влади та спеціалістів з правових питань, до судової та прокуратурної служби. У 1967 році факультет відкрив курс журналістики, який мав підготувати журналістів до державних газет та до новоствореного албанського радіо і телебачення.
Протягом 1970-х років факультет був знову реорганізований, курси політичних наук переведені на новостворену кафедру, а філософія потрапила під сферу діяльності факультету. У 1991 році факультет знову був перейменований на «Юридичний», щоб відобразити той факт, що юридичні та філософські факультети були розділені на два окремі факультети, а ступінь журналіста був переведений на історико-філологічний факультет.
До 1970-х років звичайна тривалість навчання становила чотири роки, але пізніше вона була скорочена до трьох років навчання, а потім рік практичного навчання в судах. У 1980-х роках факультет повернувся до чотирирічної системи навчання. Найдраматичніші зміни відбулися після падіння комунізму в Албанії в 1991 році. Виникнення нових концепцій, що стосуються демократії, верховенства права та рівності перед законом, вимагало глибоких реформ в академічній та освітній концепції права та ролі адвоката. Таким чином, починаючи з 1991 р. навчальна програма розроблялася за західними зразками, а після 2000 р. проводились спроби перевести ступені, запропоновані факультетом, на Болонський процес, тому зараз юридичний факультет пропонує рівень бакалавра юридичних наук, магістратуру права та докторантуру філософії для Диплому юриста .

## Зарахування
За останні роки кількість вступників на юридичний факультет суттєво зросла: юридичний факультет відвідують загалом 5000 студентів на трьох рівнях навчання. Для того, щоб бути прийнятими, студенти повинні пройти Матура Штетроре та здобути місце на приймальних іспитах, які проводяться щороку у вересні.